# آموس يي
آموس يي (بالصينية: 余澎杉؛ بالإنجليزية: Amos Yee Pang Sang) هو يوتيوبي سنغافوري، ولد في 31 أكتوبر 1998 في سنغافورة.